# Libějovice
Libějovice (jusqu'en 1924 : Libějice ; en allemand : Libejowitz ou Libiegowitz, précédemment : Libiegitz ou Libiejitz) est une commune du district de Strakonice, dans la région de Bohême-du-Sud, en République tchèque. Sa population s'élevait à 471 habitants en 2020.

## Géographie
Libějovice se trouve à 4 km au sud du centre de Vodňany, à 27 km au sud-est de Strakonice, à 27 km au nord-ouest de České Budějovice et à 109 km au sud de Prague.
La commune est limitée par Vodňany au nord, par Dříteň à l'est, par Malovice au sud-est et au sud, et par Truskovice et Chelčice à l'ouest.

## Histoire
La première mention écrite du village date de 1264.